# Magnus Lindberg
Pour les articles homonymes, voir Lindberg.
Magnus Gustaf Adolf Lindberg (né le 27 juin 1958 à Helsinki) est un compositeur finlandais.

## Biographie
Il étudie la musique à l'Académie Sibelius auprès de Paavo Heininen, puis quitte la Finlande pour Paris en 1981 où il étudie avec Vinko Globokar et Gérard Grisey. Il sera de fait marqué par l'école spectrale, même si on ne peut pas vraiment l'y rattacher. Ses premières œuvres, et en particulier Kraft, sont marquées par une grande violence et une prédominance du rythme.
Il est élu membre de l'Académie des arts de Berlin en 2001. Il est membre du jury du prix de composition Tōru Takemitsu en 2004. 
Parmi ses élèves figure Juha Leinonen.

## Œuvres
- Action – Situation – Signification (1982)
- Kraft (1983–1985) pour ensemble instrumental et orchestre symphonique
- Ablauf (1983–1988) pour clarinette et deux grands tambours
- Ur (1986) pour cinq instrumentistes et électronique
- Kinetics (1988)
- Marea (1989–1990)
- Joy (1989–1990) pour ensemble et électronique
- Duo concertante (1990–1992) pour clarinette, violoncelle et ensemble
- Corrente (1991–1992) pour ensemble
- Concerto pour piano no 1 (1994–1997)
- Aura (1993–1994)
- Arena (1994–1995) pour hautbois et orchestre
- Feria (1995–1997) pour orchestre
- Related Rocks (1997) pour 2 pianos, 2 percussions et électronique
- Fresco (1997) pour orchestre
- Cantigas (1998–1999)
- Concerto pour violoncelle no 1 (1997–1999)
- Gran Duo (2000) pour 13 bois et 11 cuivres
- Jubilees (2000) pour piano
- Parada (2001) pour orchestre
- Étude I (2001) pour piano
- Concerto pour clarinette (2002)
- Chorale (2001–2002)
- Concerto pour orchestre (2003)
- Tribute (2004)
- Mano e Mano (2004) pour guitare
- Étude II (2004) pour piano
- Sculpture (2005) pour orchestre
- Concerto pour violon no 1 (2006)
- Konzertstück (2006) pour cello et piano
- Seht die Sonne (2007) pour orchestre
- Trio pour clarinette, violoncelle et piano (2008)
- Graffiti (2008–2009) pour chœur et orchestre
- EXPO (2009) pour orchestre
- Souvenir (2010) pour orchestre de chambre
- Concerto pour piano no 2 (2011–2012)
- Concerto pour violoncelle no 2 (2013)
- Era (2013) pour orchestre
- Vivo (2015) pour orchestre
- Concerto pour violon no 2 (2015)
- Fratello (2016) pour piano
- Tempus Fugit (2016-2017) pour orchestre
- Shadow of the Future (2019) pour ensemble
- Serenades (2020) pour orchestre
- Concerto pour piano no 3 (2022)

## Prix et distinctions
- 1988 : Prix musical du conseil nordique, pour Kraft
- 2003, Prix Sibelius de Wihuri